# Metarbelidae
Metarbelidae zijn een familie van vlinders uit de superfamilie van de Cossoidea. De familie telt 270 soorten in 39 geslachten. De soorten van deze familie komen voor in tropisch Afrika, Zuid-Azië en Zuidoost-Azië.

## Geslachten
(Indicatie van aantallen soorten per geslacht tussen haakjes)
- Aethiopina Gaede, 1929 (2)
- Arbelodes Karsch, 1896 (23)
- Archaeopacha Aurivillius, 1925 (1)
- Bjoernstadia Lehmann, 2012 (1)
- Dianfosseya Lehmann, 2014 (1)
- Dukearbela Mey, 2018 (1)
- Encaumaptera Hampson, 1893 (3)
- Ghatarbela Yakovlev & Zolotuhin, 2021 (1)
- Haberlandia Lehmann, 2011 (24)
- Hollowarbela Yakovlev & Zolotuhin, 2020 (1)
- Indarbela Fletcher T. B.,1922 (8)
- Janegoodallia Lehmann, 2014 (1)
- Kroonia Lehmann, 2010 (9)
- Lebedodes Holland, 1893 (18)
- Lukeniana Lehmann, Zahiri & Husemann, 2023 (29)[1]
- Lutzkobesia Lehmann, 2019 (1)
- Marcopoloia Yakovlev & Zolotuhin, 2021 (5)
- Marshalliana Aurivillius, 1901 (3)
- Melisomimas Jordan, 1907 (1)
- Metarbela Holland, 1893 (47)
- Metarbelodes Strand, 1909 (2)
- Micrarbela Yakovlev & Zolotuhin, 2021 (1)
- Mountelgonia Lehmann, 2013 (7)
- Moyencharia Lehmann, 2013 (6)
- Orgyarbela Yakovlev & Zolotuhin, 2020 (3)
- Ortharbela Aurivillius, 1910 (13)
- Paralebedella Strand, 1923 (4)
- Pecticossus Gaede, 1929 (1)
- Saalmulleria Mabille, 1891 (2)
- Salagena Walker, 1865 (28)
- Shimonia Lehmann & Rajaei, 2013 (4)
- Squamicapilla Schultze, 1908 (1)
- Squamura Heylaerts, 1890 (6)
- Stenagra Hampson, 1920 (1)
- Stueningeria Lehmann, 2019 (9)
- Subarchaeopacha Dufrane, 1945 (1)
- Tagoria Yakovlev & Zolotuhin, 2021 (2)
- Teragra Walker, 1855 (20)
- Zambezia Lehmann, Zahiri & Husemann, 2023 (5)[1]